# Brachychira pretiosa
Brachychira pretiosa är en fjärilsart som beskrevs av Sergius G. Kiriakoff 1962. Brachychira pretiosa ingår i släktet Brachychira och familjen tandspinnare. Inga underarter finns listade i Catalogue of Life.